# Golden Bay (Nieuw-Zeeland)
Golden Bay is een baai van het Nieuw-Zeelandse Zuidereiland.
De baai is een onderdeel van de Tasmanzee, waar deze overgaat in Straat Cook. Golden Bay ligt ten noordwesten van de Tasmanbaai.
De baai wordt aan de noordzijde van de open zee gescheiden door de circa 32 km lange lange schoorwal Farewell Spit. Aan de zuidoostkant van de baai ligt het Nationaal park Abel Tasman. Op 13 februari 2015 spoelden op Farewell Spit bijna 200 grienden aan.

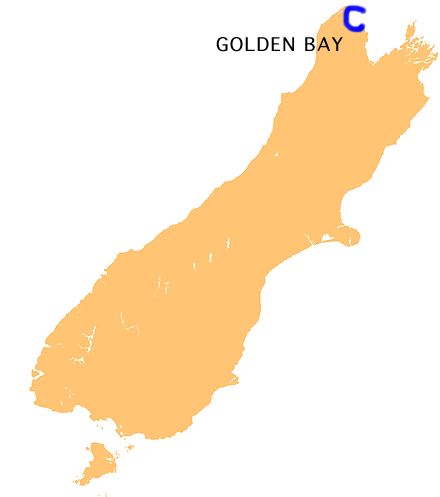
Locatie op het Zuidereiland